# Список Героев Социалистического Труда (Амадалиев — Анюховская)
Эта страница является частью списка Героев Социалистического Труда и перечисляет в алфавитном порядке лиц, удостоенных звания Героя Социалистического Труда, чьи фамилии начинаются с буквы «А», от Амадалиев до Анюховская.
- Список не включает дважды и трижды Героев Социалистического Труда, а также лиц, лишённых этого звания.
- Список содержит информацию о датах жизни, роде деятельности и дате присвоения звания Героя.
- Герои, удостоенные звания посмертно, выделены в списке  серым цветом .
- Герои, сменившие фамилию после присвоения звания, приводятся в списках дважды, при этом строка с новой фамилией выделяется  бежевым цветом  и не имеет номера.

## Список людей, фамилии которых начинаются с «А»
| Навигационная таблица | Навигационная таблица  |
| --------------------- | ---------------------- |
| «А»                   | Абаев — Авшалумов      |
| «А»                   | Ага Дадаш — Акыниязов  |
| «А»                   | Алабугина — Алямкина   |
| «А»                   | Амадалиев — Анюховская |
| «А»                   | Апайков — Асютченко    |
| «А»                   | Атабаев — Аяускайте    |

| №          | Фамилия, имя, отчество                 | Даты жизни              | Деятельность | Дата присвоения | ГС         |
| ---------- | -------------------------------------- | ----------------------- | --- | --------------- | ---------- |
| 1          | Амадалиев Маматкалык                   | 1926—1997               | Бригадир хлопководческой бригады колхоза имени Калинина Ленинского района Ошской области | 14.12.1972      | [ ГС 1 ]   |
| 2          | Аманалиев Ходжаберды                   | 1926 — ????             | Садчик кирпича Ашхабадского заводоуправления № 1 Министерства промышленности строительных материалов Туркменской ССР | 07.05.1971      | [ ГС 2 ]   |
| 3          | Аманбаев Алдаберген                    | 1927—1975               | Старший чабан колхоза «Россия» Кировского района Киргизской ССР | 08.04.1971      | [ ГС 3 ]   |
| 4          | Аманбаев Жаманкара                     | 1900 — ????             | Председатель колхоза имени Амангельды Таласского района Джамбулской области | 12.07.1949      | [ ГС 4 ]   |
| 5          | Аманбаев Толобек                       | 02.09.1939 — 27.12.2023 | Старший чабан колхоза «Россия» Кировского района Таласской области | 07.05.1991      | [ ГС 5 ]   |
| 6          | Аманбаев Хажибай                       | 1901 — ????             | Звеньевой колхоза имени Дзержинского Андижанского района Андижанской области | 18.05.1949      |            |
| 7          | Амангельдиев Иманбек                   | 1897 — ????             | Старший чабан каракулеводческого совхоза «Таласский» Министерства совхозов СССР, Таласский район Джамбулской области | 01.12.1949      | [ ГС 6 ]   |
| 8          | Амандурдыев Нурберды                   | 1908—1970               | Директор совхоза «Победа» Тахта-Базарского района Марыйской области | 14.02.1957      | [ ГС 7 ]   |
| 9          | Аманназарова Кэбегуль                  | 1919 — ????             | Звеньевая колхоза «Совет» Тельманского района Ташаузской области | 30.06.1950      | [ ГС 8 ]   |
| 10         | Аманов Акиф Мами оглы                  | 12.04.1942 — 25.06.2021 | Буровой мастер Али-Байрамлинского управления буровых работ производственного объединения «Азнефть» Министерства нефтяной промышленности СССР | 03.10.1980      | [ ГС 9 ]   |
| 11         | Аманов Бобомурад                       | 15.11.1917 — ????       | Председатель колхоза имени Сталина Узунского района Сурхан-Дарьинской области | 11.01.1957      | [ ГС 10 ]  |
| 12         | Аманов Кистаубай                       | 1932—2016               | Бригадир совхоза «Пахтаарал» Пахтааральского района Чимкентской области | 19.02.1981      | [ ГС 11 ]  |
| 13         | Аманов Назар                           | 1908 — ????             | Звеньевой колхоза «Большевик» Куня-Ургенчского района Ташаузской области | 30.07.1951      | [ ГС 12 ]  |
| 14         | Аманов Сары                            | 1910 — ????             | Бригадир колхоза имени Калинина Калининского района Ташаузской области | 21.07.1950      |            |
| 15         | Аманова Огуль Ораз                     | 1920 — ????             | Звеньевая колхоза «Сынпы-Гореш» Марыйского района Марыйской области | 11.06.1949      | [ ГС 13 ]  |
| 16         | Аманова Эбиш                           | 15.08.1923 — ????       | Звеньевая колхоза «Коммунизм» Ильялинского района Ташаузской области | 30.06.1950      | [ ГС 14 ]  |
| 17         | Аманшин Виктор Петрович                | 13.02.1915 — 1977       | Слесарь Калужского электромеханического завода Министерства радиопромышленности СССР | 29.07.1966      | [ ГС 15 ]  |
| 18         | Амбицкий Владимир Петрович             | 01.01.1940 — 28.04.1985 | Тракторист-комбайнёр совхоза «Черниговский» Кзылтуского района Кокчетавской области | 10.12.1973      | [ ГС 16 ]  |
| 19         | Амбросенко Алексей Петрович            | 01.05.1925 — 17.06.1991 | Машинист путеукладочного крана строительно-монтажного поезда № 137 строительно-монтажного треста «Турксибтрансстрой» Министерства транспортного строительства СССР, Семипалатинская область                                                      | 27.04.1961      | [ ГС 17 ]  |
| 20         | Амвросьев Михаил Григорьевич           | 01.03.1933 — 03.04.1998 | Машинист экскаватора специализированного управления № 10 треста «Союзпроводмеханизация» Министерства строительства предприятий нефтяной и газовой промышленности СССР, гор. Нефтеюганск Ханты-Мансийского национального округа Тюменской области | 05.10.1973      | [ ГС 18 ]  |
| 21         | Амедов Ходжа Кака                      | 1916 — ????             | Бригадир колхоза «Коммуна» Тахтинского района Ташаузской области | 05.04.1948      |            |
| 22         | Амелин Фёдор Степанович                | 27.06.1928 — 20.04.1994 | Сталевар Харьковского тракторного завода имени С. Орджоникидзе Министерства тракторного и сельскохозяйственного машиностроения СССР | 05.04.1971      | [ ГС 19 ]  |
| 23         | Аметов Апиз (Апыз)                     | 1886—1958               | Старший табунщик колхоза «Илтыз» Уйгурского района Алма-Атинской области | 23.07.1948      | [ ГС 20 ]  |
| 24         | Аметчаев Буркан                        | 1908—1964               | Старший табунщик колхоза «Кайнар» Сузакского района Южно-Казахстанской области | 23.07.1948      | [ ГС 21 ]  |
| 25         | Амзин Намазбай                         | 1912 — 17.05.1968       | Председатель колхоза имени Амангельды Иманова Амангельдинского района Кустанайской области | 23.07.1948      | [ ГС 22 ]  |
| 26         | Аминев Ахмет Гатаевич                  | 01.09.1924 — 20.09.1999 | Первый секретарь Дюртюлинского райкома КПСС, Башкирская АССР | 23.06.1966      | [ ГС 23 ]  |
| 27         | Аминева Флюра Миргалиевна              | 05.07.1928 — 03.04.2011 | Чабан колхоза имени Худайбердина Янаульского района Башкирской АССР | 22.03.1966      | [ ГС 24 ]  |
| 28         | Аминов Махмут Шаймарданович            | 07.11.1925 — 27.01.1984 | Пропарщик цистерн вагонного депо Бензин Башкирского отделения Уфимской железной дороги, Башкирская АССР | 01.08.1959      | [ ГС 25 ]  |
| 29         | Амирали Абдулла Ислам оглы             | 1925 — ????             | Звеньевой виноградарского совхоза имени Багирова Министерства пищевой промышленности СССР, Азербайджанская ССР | 03.09.1951      | [ ГС 26 ]  |
| 30         | Амиранашвили Вахтанг Александрович     | 1915 — ????             | Бригадир слесарей Земо-Авчальской ГЭС имени В. И. Ленина Министерства энергетики и электрификации СССР, Грузинская ССР | 20.04.1971      | [ ГС 27 ]  |
| 31         | Амирасланова Гюландам Ахмед кызы       | 08.03.1923 — ????       | Звеньевая колхоза имени Клары Цеткин Шамхорского района Азербайджанской ССР | 08.08.1950      | [ ГС 28 ]  |
| 32         | Амиргалиев Имамеден                    | 1898 — ????             | Старший табунщик колхоза имени Будённого Урдинского района Западно-Казахстанской области | 22.10.1949      | [ ГС 29 ]  |
| 33         | Амиркулов Дадеш                        | 03.11.1939 — 30.03.2016 | Старший чабан совхоза «Рославльский» Джамбулского района Алма-Атинской области | 22.03.1966      | [ ГС 30 ]  |
| 34         | Амиров Гараш Ибрагим оглы              | 26.09.1926 — 22.03.1973 | Буровой мастер треста «Ширванбурнефть» объединения «Азнефть» Совнархоза Азербайджанской ССР | 29.04.1963      | [ ГС 31 ]  |
| 35         | Амиров Фикрет Мешади Джамиль оглы      | 22.11.1922 — 20.02.1984 | Композитор, член-корреспондент Академии наук Азербайджанской ССР, народный артист СССР, гор. Баку | 19.11.1982      | [ ГС 32 ]  |
| 36         | Амиров Ходжи                           | 1933 — 31.12.1994       | Бригадир комплексной механизированной бригады колхоза имени Куйбышева Матчинского района Таджикской ССР | 03.04.1965      | [ ГС 33 ]  |
| 37         | Амирова Хураман Годжа кызы             | 01.07.1925 — 14.03.2000 | Звеньевая колхоза имени Рустама Алиева Шамхорского района Азербайджанской ССР | 12.07.1950      | [ ГС 34 ]  |
| 38         | Амирханян Владимир Смбатович           | 1927 — ????             | Проходчик Мегринской геологоразведочной партии Управления геологии Совета Министров Армянской ССР | 04.07.1966      | [ ГС 35 ]  |
| 39         | Амирханян Серёжа Шакарович             | 1923 — 11.11.1982       | Бригадир аппаратчиков завода синтетических каучуков имени Кирова Армянского совнархоза, гор. Ереван | 28.05.1960      | [ ГС 36 ]  |
| 40         | Амирян Гоарик Амбарцумовна             | 1919—1987               | Звеньевая Мартунинского виноградарского совхоза Министерства пищевой промышленности СССР, Мартунинский район Нагорно-Карабахской автономной области                                                                                              | 04.09.1950      | [ ГС 37 ]  |
| 41         | Амирян Роберт Паргевович               | 02.09.1928 — 09.03.2008 | Директор Армянского электромашиностроительного завода «Армэлектрозавод» имени В. И. Ленина Министерства электротехнической промышленности СССР, гор. Ереван                                                                                      | 20.04.1971      | [ ГС 38 ]  |
| 42         | Амитов Умурзак                         | 1928 — ????             | Старший чабан племенного овцеводческого совхоза «Шелковский» Шелковского района Чечено-Ингушской АССР | 22.03.1966      | [ ГС 39 ]  |
| 43         | Амичба Маглония Куцовна                | 1918—1988               | Звеньевая колхоза имени Чарквиани Очемчирского района Абхазской АССР | 03.07.1950      | [ ГС 40 ]  |
| 44         | Аммосова Матрёна Ивановна              | 12.03.1930 — 19.12.2000 | Зверовод совхоза «Усть-Янский» Янского района Якутской АССР | 22.03.1966      | [ ГС 41 ]  |
| 45         | Амосов Николай Михайлович              | 06.12.1913 — 12.12.2002 | Заместитель директора по научной работе Киевского научно-исследовательского института туберкулёза и грудной хирургии, академик Академии наук Украинской ССР, член-корреспондент Академии медицинских наук СССР                                   | 04.12.1973      | [ ГС 42 ]  |
| 46         | Амосова Елена Георгиевна               | 28.05.1926 — 27.05.2003 | Прядильщица Фурмановской прядильно-ткацкой фабрики № 2 Министерства текстильной промышленности РСФСР, Ивановская область | 08.12.1973      | [ ГС 43 ]  |
| 47         | Ампилогова Нина Андреевна              | 19.09.1936 — 25.10.1999 | Доярка колхоза «Лиманский» Щербиновского района Краснодарского края | 08.04.1971      | [ ГС 44 ]  |
| 48         | Амрахов Али Ага                        | 1907 — ????             | Бригадир полеводческой бригады Алма-Атинского табаководческого совхоза Министерства пищевой промышленности СССР, Илийский район Алма-Атинской области                                                                                            | 06.05.1949      | [ ГС 45 ]  |
| 49         | Амрахов Сатар                          | 1901 — ????             | Бригадир полеводческой бригады Алма-Атинского табаководческого совхоза Министерства пищевой промышленности СССР, Илийский район Алма-Атинской области                                                                                            | 06.05.1949      | [ ГС 46 ]  |
| 50         | Амринов Баяш Каутанович                | 15.05.1939 — 19.09.2017 | Старший табунщик совхоза «Золотая Нива» Валихановского района Кокчетавской области | 19.02.1981      | [ ГС 47 ]  |
| 51         | Ан Вон-Сун                             | 1914 — 28.08.1976       | Звеньевой колхоза имени Будённого Нижне-Чирчикского района Ташкентской области | 15.10.1951      | [ ГС 48 ]  |
| 52         | Ан Гын Бон                             | 1920—2000               | Звеньевой колхоза имени Димитрова Нижне-Чирчикского района Ташкентской области | 21.12.1953      | [ ГС 49 ]  |
| 53         | Ан Дон-Дю                              | 1897 — 29.11.1960       | Колхозник колхоза «Большевик» Чиилийского района Кзыл-Ординской области | 21.06.1950      | [ ГС 50 ]  |
| 54         | Ан Михаил Иванович                     | 06.02.1917 — 05.10.1993 | Бригадир колхоза «Дальний Восток» Каратальского района Талды-Курганской области | 28.03.1948      | [ ГС 51 ]  |
| 55         | Ан Сен Нам                             | 07.07.1912 — 08.01.1997 | Агроном колхоза имени Будённого Нижне-Чирчикского района Ташкентской области | 18.05.1949      | [ ГС 52 ]  |
| 56         | Ан Су-Ен                               | 1913 — 06.1989          | Агроном колхоза имени Микояна Нижне-Чирчикского района Ташкентской области | 13.06.1950      | [ ГС 53 ]  |
| 57         | Ан Тай-Ен                              | 1910 — 12.1989          | Бригадир колхоза имени Димитрова Нижне-Чирчикского района Ташкентской области | 22.05.1951      | [ ГС 54 ]  |
| 58         | Ананенко Иван Прокопьевич              | 05.02.1921 — 29.12.1983 | Старший вальцовщик среднесортного цеха Кузнецкого металлургического комбината Кемеровского совнархоза | 19.07.1958      | [ ГС 55 ]  |
| 59         | Ананидзе Еуб Инушевич                  | 1898 — ????             | Звеньевой колхоза «Гза комунизмисакен» Кединского района Аджарской АССР | 21.02.1948      | [ ГС 56 ]  |
| 60         | Ананьев Александр Фёдорович            | 15.08.1926 — 12.10.2011 | Токарь-расточник Челябинского завода имени Серго Орджоникидзе Министерства машиностроения СССР | 26.04.1971      | [ ГС 57 ]  |
| 61         | Ананьев Алексей Михайлович             | 10.04.1932 — 03.04.2017 | Бригадир проходчиков комбината «Апатит» имени С. М. Кирова Министерства химической промышленности СССР, Мурманская область | 28.05.1966      | [ ГС 58 ]  |
| 62         | Ананьев Анатолий Андреевич             | 18.07.1925 — 07.12.2001 | Писатель, главный редактор журнала «Октябрь», гор. Москва | 16.11.1984      | [ ГС 59 ]  |
| 63         | Ананьев Дмитрий Викторович             | 1889 — 1959             | Бригадир колхоза «За коммунизм» Минусинского района Красноярского края | 01.06.1949      | [ ГС 60 ]  |
| 64         | Ананьев Константин Николаевич          | 14.07.1910 — 22.10.1981 | Начальник Управления радиорелейных магистралей и телевидения Министерства связи Киргизской ССР, гор. Фрунзе | 18.07.1966      | [ ГС 61 ]  |
| 65         | Ананьева Александра Михайловна         | 24.03.1899 — 25.06.1986 | Доярка колхоза имени Тельмана Раменского района Московской области | 07.04.1949      | [ ГС 62 ]  |
| 66         | Ананьева Александра Петровна           | 02.11.1931 — 05.10.2019 | Доярка колхоза имени Тельмана Раменского района Московской области | 07.04.1949      | [ ГС 63 ]  |
| 67         | Ананьева Любовь Ивановна               | 23.09.1913 — 23.07.1996 | Прядильщица Глуховского хлопчатобумажного комбината имени В. И. Ленина, гор. Ногинск Московской области | 07.03.1960      | [ ГС 64 ]  |
| 68         | Ананьин Егор Фёдорович                 | 24.04.1924 — 10.02.1989 | Бригадир штукатуров управления «Отделстрой» треста «Жилстрой», гор. Пенза | 11.08.1966      | [ ГС 65 ]  |
| 69         | Ананян Анаит Аршаковна                 | 27.08.1900 — 01.09.1987 | Директор Республиканской селекционной станции овощебахчевых культур Армянской ССР, доктор сельскохозяйственных наук | 08.04.1971      | [ ГС 66 ]  |
| 70         | Анаркулов Раим                         | 1902 — ????             | Бригадир совхоза имени Димитрова Нижне-Чирчикского района Ташкентской области | 22.05.1951      |            |
| 71         | Анаров Хайитбай                        | 15.06.1904 — 31.01.1989 | Председатель колхоза имени Молотова Араванского района Ошской области | 15.02.1957      | [ ГС 67 ]  |
| 72         | Анастасиади Анастас Евстафьевич        | 12.06.1926 — 29.03.1997 | Бригадир малой комплексной бригады Унгутского леспромхоза Министерства лесной, целлюлозно-бумажной и деревообрабатывающей промышленности СССР, Манский район Красноярского края                                                                  | 17.09.1966      | [ ГС 68 ]  |
| 73         | Анашкин Борис Алексеевич               | 22.07.1918 — 04.04.1996 | Директор совхоза «Мирный» Темрюкского района Краснодарского края | 30.04.1966      | [ ГС 69 ]  |
| 74         | Анашкин Николай Терентьевич            | 13.03.1930 — 21.03.2015 | Бригадир монтажников строительного управления № 3 треста № 25, Куйбышевская область | 11.08.1966      | [ ГС 70 ]  |
| 75         | Анашкина Прасковья Михайловна          | 1916—2004               | Звеньевая Сталинского свеклосовхоза Министерства пищевой промышленности СССР, Соседский район Пензенской области | 18.05.1948      | [ ГС 71 ]  |
| 76         | Ангельев Дмитрий Дмитриевич            | 27.02.1918 — 08.10.1985 | Директор зерносовхоза «Гигант» Сальского района Ростовской области | 17.01.1979      | [ ГС 72 ]  |
| 77         | Андабеков Ирназар                      | 1905—1957               | Старший табунщик колхоза «Партизан» Джанги-Джольского района Джалал-Абадской области | 15.09.1948      | [ ГС 73 ]  |
| 78         | Анджапаридзе Верико Ивлиановна         | 05.10.1897 — 30.01.1987 | Актриса Грузинского академического театра имени К. Марджанишвили, народная артистка СССР, гор. Тбилиси | 21.09.1979      | [ ГС 74 ]  |
| 79         | Андрашунас Альфонсас Иозович           | 1916 — ????             | Бригадир колхоза имени Каролиса Пожела Линкувского района, Литовская ССР | 05.04.1958      |            |
| 80         | Андреади Герасим Панаётович            | 1912 — 02.10.1993       | Агроном колхоза имени Ворошилова Дагвинского сельсовета Кобулетского района Аджарской АССР | 29.08.1949      | [ ГС 75 ]  |
| 81         | Андреев Александр Петрович             | 19.06.1910 — 22.01.1990 | Директор Свердловского завода электроавтоматики Министерства радиопромышленности СССР | 29.07.1966      | [ ГС 76 ]  |
| 82         | Андреев Алексей Алексеевич             | 06.10.1925 — 09.02.1987 | Заточник-инструментальщик головного завода производственного объединения «Красная заря» Министерства радиопромышленности СССР, гор. Ленинград | 26.04.1971      | [ ГС 77 ]  |
| 83         | Андреев Алексей Михайлович             | род. 1933               | Горнорабочий очистного забоя шахты «Мушкетовская-Заперевальная» № 1 комбината «Донецкуголь» Министерства угольной промышленности Украинской ССР, Донецкая область                                                                                | 30.03.1971      |            |
| 84         | Андреев Анатолий Евгеньевич            | 14.09.1916 — 26.03.2005 | Министр автомобильного транспорта Белорусской ССР, гор. Минск | 26.08.1976      | [ ГС 78 ]  |
| 85         | Андреев Андрей Александрович           | 18.05.1907 — 18.03.1999 | Управляющий трестом «Сибэлектромонтаж» Министерства монтажных и специальных строительных работ СССР, гор. Новосибирск | 07.05.1971      | [ ГС 79 ]  |
| 86         | Андреев Андрей Григорьевич             | 24.03.1927 — 04.03.2016 | Начальник Белорусской железной дороги, гор. Минск | 03.07.1986      | [ ГС 80 ]  |
| 87         | Андреев Афанасий Иванович              | 10.02.1926 — 28.07.1993 | Звеньевой колхоза «Объединение» Кожевниковского района Томской области | 30.03.1948      | [ ГС 81 ]  |
| 88         | Андреев Борис Михайлович               | 27.11.1917—24.02.1989   | Машинист локомотивного депо Краснодар Северо-Кавказской железной дороги, Краснодарский край | 01.08.1959      | [ ГС 82 ]  |
| 89         | Андреев Вячеслав Митрофанович          | род. 20.12.1937         | Заместитель командира авиаэскадрильи Коми управления гражданской авиации Министерства гражданской авиации СССР, гор. Ухта | 13.05.1977      | [ ГС 83 ]  |
| 90         | Андреев Гаха Пюрвеевич                 | 27.10.1929 — 03.10.1990 | Бригадир экспериментального хозяйства Калмыцкого научно-исследовательского института мясного скотоводства, Целинный район Калмыцкой АССР | 10.03.1976      | [ ГС 84 ]  |
| 91         | Андреев Дмитрий Гаврильевич            | 27.10.1912 — 01.03.2003 | Бригадир совхоза «Эльгяйский» Сунтарского района Якутской АССР | 22.03.1966      | [ ГС 85 ]  |
| 92         | Андреев Евгений Васильевич             | 29.12.1936 — 27.03.2011 | Машинист локомотивного депо Казатин Юго-Западной железной дороги, Винницкая область | 03.07.1986      | [ ГС 86 ]  |
| 93         | Андреев Евтихий Андреевич              | 25.05.1912 — 04.06.1981 | Председатель колхоза «Знамя Труда» Моргаушского района Чувашской АССР | 30.04.1966      | [ ГС 87 ]  |
| 94         | Андреев Лев Александрович              | 01.05.1928 — 10.11.2005 | Фрезеровщик завода «Компонент» Министерства электронной промышленности СССР, гор. Зеленоград, Москва | 26.04.1971      | [ ГС 88 ]  |
| 95         | Андреев Лев Михайлович                 | 1926 — 28.08.1991       | Бригадир механизированной колонны строительного управления № 1 треста «Щёкингазстрой» Министерства газовой промышленности СССР, Тульская область                                                                                                 | 14.10.1967      | [ ГС 89 ]  |
| 96         | Андреев Николай Николаевич             | 28.07.1880 — 31.12.1970 | Физик, основатель научной школы акустики, академик Академии наук СССР, гор. Москва | 27.07.1970      | [ ГС 90 ]  |
| 97         | Андреев Пётр Михайлович                | 22.08.1922 — 1990       | Бригадир монтажников эстонского монтажного участка треста «Севзапэнергомонтаж» на строительстве Прибалтийской ГРЭС, Эстонская ССР | 01.10.1965      | [ ГС 91 ]  |
| 98         | Андреев Сергей Степанович              | 1908 — ????             | Старший механик Дёминской МТС Ново-Аннинского района Сталинградской области | 15.02.1948      | [ ГС 92 ]  |
| 99         | Андреева Евгения Ивановна              | 1915 — ????             | Председатель колхоза имени Коминтерна Мичуринского района Тамбовской области | 25.12.1959      | [ ГС 93 ]  |
| 100        | Андреева Лидия Федотовна               | 1920 — ????             | Бригадир тортовщиков-пироженщиков Киевской кондитерской фабрики имени Карла Маркса Министерства пищевой промышленности Украинской ССР | 21.07.1966      |            |
| 101        | Андреева Мария Ивановна                | 1927 — 14.01.2004       | Звеньевая колхоза «Революция» Тельченского района Орловской области | 12.03.1949      | [ ГС 94 ]  |
| 102        | Андреева Нина Митрофановна             | 23.02.1922 — 14.12.2010 | Звеньевая колхоза имени Кагановича Больше-Висковского района Кировоградской области | 25.09.1948      | [ ГС 95 ]  |
| 103        | Андреева Ольга Максимовна              | 07.07.1918 — ????       | Птичница совхоза «Коммунар» Чудовского района Новгородской области | 22.03.1966      | [ ГС 96 ]  |
| 104        | Андреевский Валентин Павлович          | 30.03.1913 — 18.09.1998 | Регулировщик Харьковского радиозавода «Протон» Министерства радиопромышленности СССР | 29.07.1966      | [ ГС 97 ]  |
| 105        | Андрейчева Людмила Ивановна            | род. 24.01.1934         | Бригадир слесарей Торезского электротехнического завода Министерства электротехнической промышленности СССР, Донецкая область | 20.04.1971      |            |
| 106        | Андрейченко Фёдор Кириллович           | 02.1916 — ????          | Комбайнёр Вознесенской МТС Николаевской области | 21.08.1953      |            |
| 107        | Андреянченко Иван Сергеевич            | 09.10.1926 — 30.07.1995 | Дежурный по горке станции Батайск Северо-Кавказской железной дороги, Ростовская область | 01.08.1959      | [ ГС 98 ]  |
| 108        | Андрианов Виктор Иванович              | 1916—1989               | Директор племзавода «Красный строитель» Челно-Вершинского района Куйбышевской области | 08.04.1971      | [ ГС 99 ]  |
| 109        | Андрианов Илья Петрович                | 19.07.1896 — 25.06.1958 | Бригадир проходчиков шахты имени Артёма комбината «Ростовуголь» Министерства угольной промышленности западных районов СССР, Ростовская область                                                                                                   | 28.08.1948      | [ ГС 100 ] |
| 110        | Андрианов Кузьма Андрианович           | 28.12.1904 — 13.03.1978 | Заведующий кафедрой синтеза полимеров Московского института тонкой химической технологии имени М. В. Ломоносова, академик Академии наук СССР | 13.03.1969      | [ ГС 101 ] |
| 111        | Андрианов Николай Михайлович           | 11.12.1920 — 16.06.1990 | Председатель колхоза «Искра» Новгородского района Новгородской области | 11.12.1973      | [ ГС 102 ] |
| 112        | Андрианова Надежда Яковлевна           | 1920 — ????             | Звеньевая колхоза имени Будённого Мелитопольского района Запорожской области | 21.05.1952      | [ ГС 103 ] |
| 113        | Андриевский Антон Иосифович            | 1912—1972               | Председатель колхоза имени Сталина Волочисского района Хмельницкой области | 26.02.1958      | [ ГС 104 ] |
| 114        | Андриевский Михаил Константинович      | 21.11.1922 — 29.12.1998 | Директор Гадячской средней школы-интерната, Гадячский район Полтавской области | 01.07.1968      | [ ГС 105 ] |
| 115        | Андриенко Александр Александрович      | 21.11.1918 — 05.01.1998 | Председатель колхоза «Красный плуг» Алтайского района Хакасской автономной области | 10.04.1948      | [ ГС 106 ] |
| 116        | Андриенко Григорий Анисимович          | 27.03.1916 — 29.11.2002 | Главный врач больницы № 2 гор. Днепродзержинск Днепропетровской области | 04.02.1969      | [ ГС 107 ] |
| 117        | Андриенко Софья Абрамовна              | 1909 — ????             | Звеньевая свиноводческого совхоза «Амвросиевский» Министерства совхозов СССР, Амвросиевский район Сталинской области | 14.05.1949      | [ ГС 108 ] |
| 118        | Андриенко Ульяна Степановна            | 1904—1976               | Звеньевая колхоза имени Ворошилова Варвинского района Черниговской области | 21.05.1949      |            |
| 118.000001 | Андрийченко Ксения Лукьяновна          | 01.07.1914 — ????       | Звеньевая свиноводческого совхоза имени 20-летия Октября Министерства совхозов СССР, Харьковская область | 05.05.1949      |            |
| 119        | Андрияди Деспина Георгиевна            | 1911—1998               | Звеньевая полеводческой бригады Алма-Атинского табаководческого совхоза Министерства пищевой промышленности СССР, Илийский район Алма-Атинской области                                                                                           | 06.05.1949      | [ ГС 109 ] |
| 120        | Андрияш Виктор Степанович              | 01.02.1930 — 29.10.1995 | Бригадир тракторной бригады колхоза «Россия» Новоукраинского района Кировоградской области | 08.12.1973      | [ ГС 110 ] |
| 121        | Андронова Надежда Алексеевна           | 17.09.1915 — 28.06.1992 | Звеньевая колхоза имени Крупской Ессентукского района Ставропольского края | 29.04.1948      | [ ГС 111 ] |
| 122        | Андропов Юрий Владимирович             | 15.06.1914 — 09.02.1984 | Член Политбюро ЦК КПСС, Председатель Комитета государственной безопасности при Совете Министров СССР, гор. Москва | 14.06.1974      | [ ГС 112 ] |
| 123        | Андрусенко Павел Дмитриевич            | 1906 — ????             | Старший механик хлопкового совхоза «Семеновод» Министерства совхозов СССР, Курган-Тюбинский район Сталинабадской области | 01.04.1948      |            |
| 124        | Андрусь Иван Фрезонович                | 1901 — ????             | Бригадир полеводческой бригады Ободовского свеклосовхоза Министерства пищевой промышленности СССР, Винницкая область | 06.10.1951      |            |
| 125        | Андрущенко Алексей Фёдорович           | 08.10.1909 — 13.11.1984 | Мастер по сложным работам конторы бурения Ухтинского комбината Министерства нефтедобывающей промышленности СССР, Коми АССР | 23.05.1966      | [ ГС 113 ] |
| 126        | Андрущенко Мефодий Трофимович          | 27.06.1911 — 11.05.2007 | Комбайнёр колхоза «Червоный партызан» Зеньковского района Полтавской области | 23.06.1966      | [ ГС 114 ] |
| 127        | Андрюхина Мария Фёдоровна              | 15.01.1916 — 16.06.2004 | Стерженщица Бежицкого сталелитейного завода Брянского совнархоза | 07.03.1960      | [ ГС 115 ] |
| 128        | Андрюшин Александр Константинович      | 12.08.1914 — 02.11.1983 | Печатник Ленинградской типографии № 1 «Печатный двор имени А. М. Горького» | 23.06.1971      | [ ГС 116 ] |
| 128.000002 | Андрющенко Надежда Ивановна            | 05.08.1924 — 25.10.2018 | Звеньевая колхоза «Кривбуд» Криворожского района Днепропетровской области | 06.06.1949      | [ ГС 117 ] |
| 129        | Андрякова Мария Егоровна               | 04.11.1923 — 25.12.1995 | Трактористка колхоза «Победа» Старошайговского района Мордовской АССР | 23.06.1966      | [ ГС 118 ] |
| 130        | Андырева Анна Ивановна                 | 28.06.1926 — 29.01.1999 | Трактористка Шемейного леспромхоза Пермской области | 05.10.1957      | [ ГС 119 ] |
| 131        | Анибраева Мария Васильевна             | 31.05.1933 — 29.02.2024 | Швея-мотористка Витебской швейной фабрики «Знамя индустриализации» Министерства лёгкой промышленности Белорусской ССР | 12.05.1977      | [ ГС 120 ] |
| 132        | Аниканов Алексей Тимофеевич            | 17.03.1904 — 13.09.1983 | Бригадир проходчиков строительного управления № 5 треста «Артёмшахтострой» Министерства строительства предприятий угольной промышленности Украинской ССР, Сталинская область                                                                     | 26.04.1957      | [ ГС 121 ] |
| 133        | Аниканова Ксения Кондратьевна          | 28.02.1914 — 03.04.1986 | Звеньевая колхоза «Трудовик» Льговского района Курской области | 07.12.1957      | [ ГС 122 ] |
| 134        | Аникеев Андрей Михайлович              | 1889 — 05.1971          | Старший механик семеноводческого совхоза «Хомутовский» Министерства совхозов СССР, Новодеревеньковский район Орловской области | 27.03.1948      | [ ГС 123 ] |
| 135        | Аникеев Николай Петрович               | 26.07.1908 — 18.05.1993 | Главный геолог Северо-Восточного геологического управления Министерства геологии РСФСР, Магаданская область | 04.07.1966      | [ ГС 124 ] |
| 136        | Аникеева Ольга Ивановна                | 14.07.1917 — 19.08.2002 | Доярка подсобного хозяйства «Горки-II» Звенигородского района Московской области | 19.12.1953      | [ ГС 125 ] |
| 137        | Аникеенко Александра Ивановна          | 1913 — ????             | Бригадир полеводческой бригады Капитановского свеклосовхоза Министерства пищевой промышленности СССР, Кировоградская область | 06.10.1951      |            |
| 138        | Аникиев Василий Фёдорович              | 02.04.1918 — 20.12.1988 | Начальник — главный конструктор Невского проектно-конструкторского бюро Министерства судостроительной промышленности СССР, гор. Ленинград | 18.07.1984      | [ ГС 126 ] |
| 139        | Аникушин Михаил Константинович         | 02.10.1917 — 18.05.1997 | Скульптор, народный художник СССР, гор. Ленинград | 30.10.1977      | [ ГС 127 ] |
| 140        | Анисимов Александр Давыдович           | 01.11.1909 — 12.11.1984 | Старший горновой доменной печи Магнитогорского металлургического комбината Челябинского совнархоза | 19.07.1958      | [ ГС 128 ] |
| 141        | Анисимов Анатолий Андреевич            | род. 13.03.1930         | Расточник Машиностроительного завода имени С. А. Лавочкина Министерства общего машиностроения СССР, Московская область | 09.11.1970      | [ ГС 129 ] |
| 142        | Анисимов Вадим Алексеевич              | 15.12.1934 — 28.08.2020 | Бригадир механизированной колонны строительно-монтажного управления № 7 треста «Мосгазпроводстрой» Министерства газовой промышленности СССР, гор. Новгород                                                                                       | 01.07.1966      | [ ГС 130 ] |
| 143        | Анисимов Дмитрий Платонович            | 08.11.1925 — 17.10.1985 | Комбайнер совхоза «Туринский» Тюменского района Тюменской области | 19.04.1967      | [ ГС 131 ] |
| 144        | Анисимов Иван Еремеевич                | 14.11.1920 — 26.08.1986 | Председатель колхоза имени Титова Миорского района Витебской области | 27.12.1976      | [ ГС 132 ] |
| 145        | Анисимов Пётр Иосифович                | 08.06.1930 — 20.05.2002 | Бригадир монтажников Саратовского строительно-монтажного управления треста «Волгостальмонтаж» Министерства монтажных и специальных строительных работ СССР                                                                                       | 24.08.1979      | [ ГС 133 ] |
| 146        | Анисимов Пётр Фёдорович                | 29.12.1916 — 06.06.1988 | Бригадир колхоза имени Сталина Ардатовского района Мордовской АССР | 28.02.1948      | [ ГС 134 ] |
| 147        | Анисимов Фёдор Михайлович              | 29.12.1914 — 30.04.1988 | Старший машинист турбины Нижнесвирской ГЭС Ленэнерго Министерства энергетики и электрификации СССР, Ленинградская область | 04.10.1966      | [ ГС 135 ] |
| 148        | Анисимова Екатерина Спиридоновна       | 1924—1999               | Рабочая Ингирского совхоза имени Берия Министерства сельского хозяйства СССР, Зугдидский район Грузинской ССР | 31.07.1950      | [ ГС 136 ] |
| 149        | Анисимова Татьяна Фёдоровна            | 22.06.1928 — 24.03.2020 | Звеньевая колхоза «Динамо» Беловского района Кемеровской области | 25.02.1949      | [ ГС 137 ] |
| 150        | Аничков Сергей Викторович              | 20.09.1892 — 10.07.1981 | Заведующий отделом фармакологии Института экспериментальной медицины Академии медицинских наук СССР, академик АМН СССР, гор. Ленинград | 03.10.1967      | [ ГС 138 ] |
| 151        | Анищенков Николай Иванович             | 10.01.1926 — 08.07.1997 | Сталевар мартеновского цеха завода «Красное Сормово» имени А. А. Жданова, Горьковская область | 19.07.1958      | [ ГС 139 ] |
| 152        | Анкбазова Майрам Омар кызы             | 17.05.1919 — 06.08.2005 | Звеньевая колхоза имени Низами Белоканского района Азербайджанской ССР | 01.07.1949      | [ ГС 140 ] |
| 153        | Анкудинов Леонид Георгиевич            | 25.06.1906 — 09.01.1988 | Управляющий строительно-монтажным трестом «Магнитострой» Челябинского совнархоза | 09.08.1958      | [ ГС 141 ] |
| 154        | Анкышпаев Койлибай                     | 1905—1991               | Старший конюх колхоза «Кзыл-Ту» Курчумского района Восточно-Казахстанской области | 23.07.1948      | [ ГС 142 ] |
| 155        | Аннабердыев Ораз                       | 1917 — ????             | Секретарь Сагар-Чагинского райкома Компартии (большевиков) Туркменистана, Марыйская область | 11.06.1949      | [ ГС 143 ] |
| 156        | Аннавелиев Сапармет                    | род. 1923               | Бригадир колхоза «Коммуна» Тахтинского района Ташаузской области | 15.11.1950      |            |
| 157        | Аннаев Гайлы                           | 1924—1967               | Бригадир колхоза «Коммуна» Тахтинского района Туркменской ССР | 30.04.1966      | [ ГС 144 ] |
| 158        | Аннаклычев Хаджимурад                  | род. 1928               | Бригадир плотников строительного управления № 2 треста «Туркменнефтестрой» Министерства газовой промышленности СССР, Ашхабадская область | 30.03.1971      | [ ГС 145 ] |
| 159        | Аннаклычева Огульджума                 | 1920 — ????             | Звеньевая колхоза «Сынпы-Гореш» Марыйского района Марыйской области | 11.06.1949      | [ ГС 146 ] |
| 160        | Аннакулиева Сульгун                    | 1921 — ????             | Доярка колхоза «Коммунизм» Ашхабадского района Туркменской ССР | 22.03.1966      | [ ГС 147 ] |
| 161        | Аннакулов Гульмахмед                   | 1901—1978               | Председатель колхоза имени Ленина Кокташского района Сталинабадской области | 01.03.1948      | [ ГС 148 ] |
| 162        | Анналыев Гарлы                         | род. 1932               | Председатель колхоза «Тезе-Ёл» Байрам-Алийского района Марыйской области | 16.03.1981      |            |
| 163        | Аннамахамедова Сульгун                 | 1921 — ????             | Звеньевая колхоза «Кызыл-Караван» Байрам-Алийского района Марыйской области | 11.06.1949      | [ ГС 149 ] |
| 164        | Аннамурадов Курбаннияз                 | 1912 — ????             | Звеньевой колхоз «Большевик» Куня-Ургенчского района Ташаузской области | 30.07.1951      | [ ГС 150 ] |
| 165        | Аннамурадова Огулнабад                 | род. 1925               | Колхозница колхоза имени Ленина Байрам-Алийского района Марыйской области | 14.12.1972      | [ ГС 151 ] |
| 166        | Анненко Михаил Ефимович                | 10.08.1917 — 15.10.1995 | Председатель колхоза имени Ленина Курганинского района Краснодарского края | 31.10.1957      | [ ГС 152 ] |
| 166.000003 | Анненков (Кокин) Николай Александрович | 21.09.1899 — 30.09.1999 | Актёр Государственного академического Малого театра СССР, народный артист СССР | 13.12.1990      | [ ГС 153 ] |
| 167        | Анников Михаил Евдокимович             | 23.08.1923 — 30.06.1992 | Путеец отдельного строительно-путевого железнодорожного батальона 5-й отдельной железнодорожной бригады | 05.11.1943      | [ ГС 154 ] |
| 168        | Анопов Борис Андрианович               | 14.01.1915 — 11.08.1986 | Пилот-испытатель Государственного научно-исследовательского института Гражданского воздушного флота | 16.04.1963      | [ ГС 155 ] |
| 169        | Анохин Леонид Демидович                | род. 10.12.1933         | Директор опытно-производственного хозяйства Томской государственной сельскохозяйственной опытной станции, Томская область | 13.12.1972      | [ ГС 156 ] |
| 170        | Анохина Екатерина Тихоновна            | 02.10.1929 — 19.02.1998 | Оператор башенных сушилок Воронежского завода фаянсовых изделий Министерства промышленности строительных материалов РСФСР | 19.03.1981      | [ ГС 157 ] |
| 171        | Аношина Александра Васильевна          | 20.12.1931 — 26.02.2018 | Прессовщица кирпичного завода № 2 Волгоградского комбината силикатных строительных материалов Министерства промышленности строительных материалов РСФСР                                                                                          | 07.05.1971      | [ ГС 158 ] |
| 172        | Аношкин Михаил Прокофьевич             | 14.10.1907 — 03.10.1995 | Директор Приднепровского химического завода Министерства среднего машиностроения СССР, гор. Днепродзержинск Днепропетровской области | 26.04.1971      | [ ГС 159 ] |
| 173        | Ансов Пётр Янович                      | 31.07.1926 — 24.07.2003 | Управляющий трестом «Щёкингазстрой» Министерства строительства предприятий нефтяной и газовой промышленности СССР, Тульская область | 05.03.1976      | [ ГС 160 ] |
| 174        | Анстранга Алма Николаевна              | 1920 — ????             | Доярка колхоза имени Карла Маркса Бауского района Латвийской ССР | 15.02.1958      | [ ГС 161 ] |
| 175        | Антидзе Гури Михайлович                | 05.05.1908 — 14.12.1953 | Председатель исполнительного комитета Чохатаурского районного Совета депутатов трудящихся Грузинской ССР | 29.08.1949      | [ ГС 162 ] |
| 176        | Антипин Георгий Васильевич             | 20.04.1911 — 21.04.1993 | Машинист паровозного депо Красноярск Красноярской железной дороги | 01.08.1959      | [ ГС 163 ] |
| 177        | Антипина Варвара Степановна            | 14.11.1890 — 23.12.1985 | Звеньевая льноводческого звена семеноводческого колхоза «3-й решающий год пятилетки» Пучежского района Ивановской области | 12.03.1949      | [ ГС 164 ] |
| 178        | Антипина Фива Андреевна                | 31.07.1923 — 30.12.2000 | Главный врач областной санитарно-эпидемиологической станции, гор. Архангельск | 04.02.1969      | [ ГС 165 ] |
| 179        | Антипкин Владимир Алексеевич           | 19.04.1929 — 02.06.2005 | Мастер по добыче нефти нефтепромыслового управления «Чернушканефть» объединения «Пермнефть» Министерства нефтедобывающей промышленности СССР, Пермская область                                                                                   | 23.05.1966      | [ ГС 166 ] |
| 180        | Антипкин Пётр Андреевич                | 23.09.1930 — 06.10.1999 | Звеньевой совхоза «Добринский» Духовщинского района Смоленской области | 30.04.1966      | [ ГС 167 ] |
| 181        | Антипов Владислав Андреевич            | 01.12.1928 — 07.05.1997 | Директор шахтоуправления № 5-бис «Трудовское» комбината «Донецкуголь» Министерства угольной промышленности Украинской ССР, Донецкая область | 30.03.1971      | [ ГС 168 ] |
| 182        | Антипов Григорий Емельянович           | 1916 — ????             | Бригадир молочного совхоза имени Октябрьской Революции Министерства совхозов СССР, Сталинская область | 03.12.1951      |            |
| 183        | Антипов Павел Фёдорович                | 19.11.1926 — 20.09.2021 | Бригадир электромонтажников управления «Севэлектромонтаж» треста «Гидроэлектромонтаж» Министерства энергетики и электрификации СССР, гор. Ленинград                                                                                              | 31.03.1981      | [ ГС 169 ] |
| 184        | Антипов Пётр Григорьевич               | 26.12.1920 — 21.10.1993 | Лесничий Волховстроевского лесничества Государственного комитета лесного хозяйства Совета Министров СССР, Ленинградская область | 06.09.1966      | [ ГС 170 ] |
| 185        | Антипов Пётр Фёдорович                 | 1919 — ????             | Бригадир совхоза «Луч» Уваровского района Тамбовской области | 23.06.1966      | [ ГС 171 ] |
| 186        | Антипов Сергей Иванович                | 13.03.1942 — 26.05.2014 | Вальцовщик Днепропетровского металлургического завода имени Г. И. Петровского Министерства чёрной металлургии Украинской ССР | 24.08.1987      | [ ГС 172 ] |
| 187        | Антипова Александра Тихоновна          | 17.06.1925 — 13.06.2016 | Доярка госплемзавода «Первомайский» Татарского района Новосибирской области | 10.02.1975      | [ ГС 173 ] |
| 188        | Антипова Анна Фёдоровна                | 05.02.1918 — 07.02.1999 | Председатель колхоза имени Шевченко Алексинского района Тульской области | 27.12.1957      | [ ГС 174 ] |
| 189        | Антипова Екатерина Михайловна          | 06.12.1930 — 12.07.2017 | Конфетчица Свердловской кондитерской фабрики № 2 Свердловского производственного объединения кондитерской промышленности Министерства пищевой промышленности РСФСР                                                                               | 17.03.1981      |            |
| 190        | Антипова Екатерина Семёновна           | 25.12.1921 — 29.09.1987 | Мастер Петрозаводской слюдяной фабрики Министерства промышленности строительных материалов РСФСР, Карельская АССР | 28.07.1966      | [ ГС 175 ] |
| 191        | Антия Борис Тукович                    | 1919 — ????             | Звеньевой колхоза имени Берия Очемчирского района Абхазской АССР | 03.05.1949      | [ ГС 176 ] |
| 192        | Антия Илларион Антонович               | 1910 — ????             | Звеньевой колхоза имени газеты «Комунисти» Зугдидского района Грузинской ССР | 03.05.1949      | [ ГС 177 ] |
| 193        | Антон Виктор Яковлевич                 | 20.10.1923 — 07.01.2008 | Бригадир экскаваторной бригады строительного управления «Водоканалстрой» № 1 треста «Южуралстрой» Министерства строительства предприятий тяжёлой индустрии СССР, Челябинская область                                                             | 05.04.1971      | [ ГС 178 ] |
| 194        | Антоненко Иван Емельянович             | 1892—1959               | Старший конюх колхоза «Заветы Ильича» Бородулихинского района Семипалатинской области | 23.07.1948      | [ ГС 179 ] |
| 195        | Антоненко Марк Иванович                | 1914—1975               | Председатель колхоза «Большевик» Менского района Черниговской области | 23.04.1952      | [ ГС 180 ] |
| 196        | Антоненко Прасковья Павловна           | род. 1925               | Свинарка колхоза «Россия» Александрийского района Кировоградской области | 08.04.1971      | [ ГС 181 ] |
| 197        | Антоненко Степан Корнеевич             | 25.03.1913 — 23.08.1982 | Председатель колхоза «Запоризька сич» Запорожского района Запорожской области | 22.03.1966      | [ ГС 182 ] |
| 198        | Антонец Семён Спиридонович             | 20.08.1935 — 03.03.2022 | Председатель колхоза имени Орджоникидзе Шишацкого района Полтавской области | 14.08.1991      | [ ГС 183 ] |
| 199        | Антонец Фёдор Игнатьевич               | 1906 — 28.06.1986       | Директор Гиагинской МТС Адыгейской автономной области | 06.05.1948      | [ ГС 184 ] |
| 200        | Антонов Алексей Гаврилович             | 01.04.1922 — 31.05.1990 | Главный врач Высочанской участковой больницы Лиозненского района Витебской области | 23.10.1978      | [ ГС 185 ] |
| 201        | Антонов Алексей Иванович               | 15.10.1924 — 11.12.1985 | Звеньевой опытного хозяйства Калининской машиноиспытательной станции Торжокского района Калининской области | 30.04.1966      | [ ГС 186 ] |
| 202        | Антонов Алексей Константинович         | 08.06.1912 — 09.07.2010 | Заместитель Председателя Совета Министров СССР, гор. Москва | 07.06.1982      | [ ГС 187 ] |
| 203        | Антонов Анатолий Иванович              | 24.03.1930 — 28.04.2015 | Машинист экскаватора строительного управления «Экскавация» треста «Череповецспецстрой» Министерства строительства предприятий тяжёлой индустрии СССР, Вологодская область                                                                        | 09.04.1981      | [ ГС 188 ] |
| 204        | Антонов Василий Васильевич             | 09.01.1927 — 11.11.1991 | Бригадир слесарей-монтажников Днепровского монтажного участка треста «Спецгидроэнергомонтаж» Министерства энергетики и электрификации Украинской ССР, Запорожская область                                                                        | 12.09.1980      | [ ГС 189 ] |
| 205        | Антонов Иван Васильевич                | 21.02.1919 — 05.05.1976 | Председатель колхоза «Борец» Раменского района Московской области | 23.06.1966      | [ ГС 190 ] |
| 206        | Антонов Иван Михайлович                | 10.09.1924 — 06.07.2001 | Директор совхоза «Страховский» Ростовского производственно-аграрного объединения консервной промышленности «Донконсерв» Министерства пищевой промышленности РСФСР, Семикаракорский район Ростовской области                                      | 17.03.1981      | [ ГС 191 ] |
| 207        | Антонов Константин Фёдорович           | 1928 — ????             | Бригадир слесарей-ремонтников Мценского завода алюминиевого литья Московского автомобильного завода имени И. А. Лихачёва (производственного объединения ЗИЛ) Министерства автомобильной промышленности СССР, Орловская область                   | 27.04.1976      | [ ГС 192 ] |
| 208        | Антонов Михаил Николаевич              | 1917 — ????             | Звеньевой колхоза «Новый путь» Волжского района Куйбышевской области | 30.04.1966      |            |
| 209        | Антонов Николай Иванович               | 25.12.1927 — 30.12.1999 | Рабочий Завода экспериментального машиностроения научно-производственного объединения «Энергия» Министерства общего машиностроения СССР, Московская область                                                                                      | 08.02.1982      |            |
| 210        | Антонов Олег Константинович            | 07.02.1906 — 04.04.1984 | Генеральный конструктор Государственного союзного опытного завода № 473 Министерства авиационной промышленности СССР, гор. Киев | 05.02.1966      | [ ГС 193 ] |
| 211        | Антонов Павел Тихонович                | 20.12.1904 — 01.10.1980 | Первый секретарь Цюрупинского райкома Компартии Казахстана, Павлодарская область | 11.01.1957      | [ ГС 194 ] |
| 212        | Антонов Пётр Захарович                 | 03.09.1913 — 19.04.1968 | Управляющий отделением Большемуртинского совхоза Большемуртинского района Красноярского края | 23.06.1966      | [ ГС 195 ] |
| 213        | Антонов Сергей Анатольевич             | 25.09.1914 — 21.01.2000 | Слесарь Московского электромеханического завода имени Владимира Ильича Министерства электротехнической промышленности СССР | 08.08.1966      | [ ГС 196 ] |
| 214        | Антонов Юрий Степанович                | 03.06.1937 — 26.11.2010 | Водитель-испытатель производственного объединения «Кировский завод» Министерства оборонной промышленности СССР, гор. Ленинград | 08.10.1975      | [ ГС 197 ] |
| 215        | Антонова Александра Гурьевна           | 1909—2001               | Звеньевая колхоза «Первое Мая» района имени Лазо Хабаровского края | 12.09.1949      | [ ГС 198 ] |
| 216        | Антонова Бронислава Петровна           | 1923 — ????             | Доярка колхоза «Маяк» Дунаевецкого района Хмельницкой области | 06.09.1973      | [ ГС 199 ] |
| 217        | Антонова Екатерина Тимофеевна          | 25.10.1928 — 09.12.2020 | Заведующая молочно-товарной фермой колхоза имени Карла Либкнехта Беляевского района Одесской области | 22.03.1966      | [ ГС 200 ] |
| 218        | Антонова Мария Борисовна               | 18.07.1915 — 26.03.1984 | Доярка племенного молочного совхоза «Караваево» Министерства совхозов СССР, Костромской район Костромской области | 12.07.1949      | [ ГС 201 ] |
| 219        | Антоновский Евгений Андреевич          | 1929 — 04.06.2019       | Бригадир монтажников строительно-монтажного управления № 2 треста № 4 Главархангельскстроя Министерства промышленного строительства СССР, гор. Новодвинск Архангельской области                                                                  | 08.01.1974      | [ ГС 202 ] |
| 220        | Антонюк Дмитрий Лукьянович             | 27.05.1907 — 03.10.1990 | Бригадир комплексной бригады строительно-монтажного управления «Одессаэнерго» Одесского совнархоза | 09.08.1958      | [ ГС 203 ] |
| 221        | Антонюк Иван Григорьевич               | 1919 — ????             | Комбайнёр колхоза имени Ватутина Рожищенского района Волынской области | 23.06.1966      |            |
| 222        | Антосик Яков Иванович                  | 1903 — ????             | Председатель колхоза «Красный пахарь» Берёзовского района Красноярского края | 01.06.1949      | [ ГС 204 ] |
| 223        | Антохин Виктор Николаевич              | 25.06.1929 — 13.05.2010 | Звеньевой совхоза «Урупский» Новокубанского района Краснодарского края | 23.06.1966      | [ ГС 205 ] |
| 224        | Антошкин Альфред Васильевич            | 31.05.1935 — 11.08.2012 | Капитан рыболовного сейнера «Вкрадчивый» Магаданского производственного объединения рыбной промышленности Министерства рыбного хозяйства СССР | 04.07.1986      | [ ГС 206 ] |
| 225        | Антошкин Евгений Порфирьевич           | 20.01.1932 — 01.09.2010 | Бригадир машинистов экскаватора Соколовско-Сарбайского обогатительного комбината Министерства чёрной металлургии СССР, Кустанайская область | 30.03.1971      | [ ГС 207 ] |
| 226        | Антошук Роман Фомич                    | 15.05.1925 — 02.07.2005 | Звеньевой проходчиков рудника «Маяк» Норильского горно-металлургического комбината имени А. П. Завенягина Министерства цветной металлургии СССР, Красноярский край                                                                               | 29.12.1973      | [ ГС 208 ] |
| 227        | Антропов Алексей Иванович              | 29.09.1924 — 19.02.1996 | Старший аппаратчик Воскресенского химического комбината имени В. В. Куйбышева Министерства химической промышленности СССР, Московская область | 28.05.1966      | [ ГС 209 ] |
| 228        | Антропов Пётр Яковлевич                | 16.10.1905 — 23.06.1979 | Министр геологии и охраны недр СССР, гор. Москва | 04.01.1954      | [ ГС 210 ] |
| 229        | Антропова Ольга Ивановна               | 1922 — ????             | Звеньевая колхоза имени 18 партсъезда Верхубинского района Восточно-Казахстанской области | 20.05.1949      | [ ГС 211 ] |
| 230        | Антуфьев Александр Фёдорович           | 19.11.1926 — 21.02.2010 | Вальщик леса Вельского леспромхоза Министерства лесной и деревообрабатывающей промышленности СССР, Архангельская область | 07.05.1971      | [ ГС 212 ] |
| 231        | Антюхов Александр Иванович             | 02.09.1915 — 07.12.1995 | Машинист локомотивного депо Оренбург Оренбургской железной дороги, Оренбургская область | 01.08.1959      | [ ГС 213 ] |
| 232        | Антюхов Павел Николаевич               | 19.05.1907 — 24.09.1984 | Бригадир полеводческой бригады овцеводческого совхоза «Хакасский» Усть-Абаканского района Хакасской автономной области | 08.03.1949      | [ ГС 214 ] |
| 233        | Анурова Антонина Яковлевна             | 06.05.1918 — 26.02.2002 | Токарь завода «Рязсельмаш» Рязанского совнархоза | 07.03.1960      | [ ГС 215 ] |
| 234        | Ануфриев Георгий Иванович              | 02.1940 — 26.02.2010    | Слесарь-сборщик Куйбышевского авиационного завода Министерства авиационной промышленности СССР | 26.03.1979      | [ ГС 216 ] |
| 235        | Ануфриев Иван Карпович                 | 03.05.1914 — 12.05.1993 | Директор Канского птицесовхоза Канского района Красноярского края | 22.03.1966      | [ ГС 217 ] |
| 236        | Ануфриев Николай Иванович              | 22.05.1934 — 01.03.2009 | Механизатор совхоза «Терпилицы» Волосовского района Ленинградской области | 15.12.1972      | [ ГС 218 ] |
| 237        | Ануфриева Александра Дмитриевна        | 30.08.1923 — 26.06.1996 | Свинарка совхоза «Горьковский» Тёпло-Огарёвского района Тульской области | 08.04.1971      | [ ГС 219 ] |
| 238        | Ануфриева Ольга Сергеевна              | 06.11.1925 — ????       | Раскройщица Киевской обувной фабрики № 6 Министерства лёгкой промышленности Украинской ССР | 09.06.1966      | [ ГС 220 ] |
| 239        | Ануфриенко Василий Никифорович         | 1900—1958               | Старший чабан колхоза имени Сталина Степновского района Астраханской области | 22.08.1950      | [ ГС 221 ] |
| 240        | Анучин Афанасий Фёдорович              | 18.01.1906 — 05.01.1967 | Директор Черепановского зернового совхоза Черепановского района Новосибирской области | 11.01.1957      | [ ГС 222 ] |
| 241        | Анучин Геннадий Фёдорович              | 01.09.1932 — 20.08.1999 | Кузнец Воронежского экскаваторного завода имена Коминтерна Министерства строительного, дорожного и коммунального машиностроения СССР | 20.04.1971      | [ ГС 223 ] |
| 242        | Анчаков Дмитрий Михайлович             | 25.04.1927 — 15.02.1969 | Бригадир тракторной бригады колхоза «Родина» Советского района Курской области | 23.06.1966      | [ ГС 224 ] |
| 243        | Анчербак Фёдор Григорьевич             | 1918 — ????             | Бригадир Урекского совхоза Министерства сельского хозяйства СССР, Махарадзевский район Грузинской ССР | 05.07.1949      | [ ГС 225 ] |
| 244        | Аншаков Геннадий Петрович              | род. 14.06.1937         | Первый заместитель генерального конструктора Государственного научно-производственного ракетно-космического центра «ЦСКБ-Прогресс» Министерства общего машиностроения СССР, гор. Куйбышев                                                        | 11.10.1983      | [ ГС 226 ] |
| 245        | Аншаков Иван Яковлевич                 | 1930—1993               | Машинист экскаватора передвижной механизированной колонны № 26 треста «Севводстрой» Главастраханрисстроя Министерства мелиорации и водного хозяйства РСФСР, Астраханская область                                                                 | 08.04.1971      | [ ГС 227 ] |
| 246        | Аншуков Владимир Афанасьевич           | 02.12.1925—21.11.2012   | Бригадир комплексной сборочной бригады Северного машиностроительного предприятия Министерства судостроительной промышленности СССР, гор. Северодвинск Архангельской области                                                                      | 30.03.1970      | [ ГС 228 ] |
| 247        | Аныева Гурбангул                       | 1925 — ????             | Звеньевая колхоза имени Тельмана Ленинского района Ташаузской области | 30.07.1951      | [ ГС 229 ] |
| 248        | Анюховская Александра Антоновна        | 31.08.1920 — 06.03.2008 | Доярка совхоза «Коммунист» Горецкого района Могилёвской области | 22.03.1966      | [ ГС 230 ] |

| Навигационная таблица | Навигационная таблица  |
| --------------------- | ---------------------- |
| «А»                   | Абаев — Авшалумов      |
| «А»                   | Ага Дадаш — Акыниязов  |
| «А»                   | Алабугина — Алямкина   |
| «А»                   | Амадалиев — Анюховская |
| «А»                   | Апайков — Асютченко    |
| «А»                   | Атабаев — Аяускайте    |